# Amaranthus blitoides
Amaranthus blitoides, S.Wats., es una especie herbácea perteneciente a la familia Amaranthaceae.

## Descripción
Es una planta glabra, caducifolia que alcanza los  0.6 m, aunque puede llegar a 1 m. Tiene hojas alternas, enteras y pecioladas. Inflorescencias en espicastros terminales o en glomérulos axilares. Flores unisexuales, pentámeras o tetrámeras (raramente trímeras); tépalos desiguales, con un solo nervio principal.  bracteoladas. Pistilos con 2 o 3 estigmas. Frutos monospermos.Semillas negras y brillantes, comprimidas, de contorno circular u ovado.
Distribución
Nativa en América del Norte; naturalizada en las regiones templado-cálidas de gran parte del mundo. Zonas cálidas o templadas de la península ibérica e Islas Baleares.
Hábitat
Comunidades nitrófilas, especialmente arvenses de secano y regadío.

## Taxonomía
|  | Amaranthus blitoides fue descrito por Sereno Watson y publicado en Proceedings of the American Academy of Arts and Sciences 12: 273–274. 1877. Etimología Amaranthus: nombre genérico que procede del griego amaranthos, que significa "flor que no se marchita". blitoides: epíteto griego de βλιτον que significa "similar a Amaranthus blitum. |

Sinonimia
- Amaranthus aragonensis
- Amaranthus blitoides var. crassior
- Amaranthus blitoides var. crassius
- Amaranthus blitoides var. densifolius
- Amaranthus blitoides var. reverchonii
- Amaranthus blitoides var. thellungii
- Amaranthus turolensis var. thellungii
- Amaranthus turolensis
- Amaranthus reverchonii
- Galliaria blitoides

## Nombres comunes
Baleo, bledo, bledos, breo, ceñiglo, cenizo, hebreo.

## Usos
Las semillas de Amaranthus blitoides se utilizaron como una fuente de alimento por un número de grupos de nativos americanos. Entre los Zuñi, las semillas fueron originalmente comidas crudas, pero más tarde con harina de maíz negro, se hacían bolas y eran comidas.

## Estudios
|  | - Sobre las consideradas como malezas Amaranthus blitoides y Cynodon dactylon. Los resultados indicaron que, al aumentar la concentración de aceite de eucalipto en condiciones de laboratorio e invernadero, el porcentaje de germinación, la tasa de germinación, la longitud de la radícula, la longitud de la plúmula, la altura de la plántula, la longitud de la raíz primaria y la longitud del pedículo primario, disminuyeron significativamente. - Niveles de infestación y distribuciones espaciales de Amaranthus blitoides, Chenopodium album y Solanum nigrum en el campo de maíz. Para aumentar la efectividad en el manejo de malezas y una mayor comprensión de la dinámica de las poblaciones de malezas, la distribución espacial necesita más atención. Los niveles de infestación y las distribuciones espaciales de Amaranthus blitoides, Chenopodium album y Solanum nigrum se estudiaron en cuatro campos de maíz de 10x30 m. - El Amaranthus viridis L. y el Amaranthus blitoides S. Watson son dos malezas comunes en las hortalizas y en los campos de cultivo de verano de Irán. Las dos especies de Amaranthus tienen todos los atributos requeridos por malezas anuales ecológicamente exitosas: crecimiento rápido, reproducción temprana y producción continua de semillas. El conocimiento de los requisitos de germinación de estas malezas ayudará a determinar las condiciones adecuadas para la germinación.... permitirá un mejor manejo de ellas. El agua y la temperatura son factores determinantes para la germinación de semillas de la maleza. |